# 潜江市
潜江市为湖北省中南部的一个省直辖县级市，位于江汉平原腹地，北枕汉水，南接岳阳至长沙，东邻武汉通黄石，西接荆州达三峡。 318国道和G50沪渝高速、汉宜铁路横穿东西，随岳高速、枣石高速和潜监、襄岳两条一级公路以及江汉平原货运铁路纵贯南北。北有汉江泽口、红旗、兴隆码头，西有中国第一条人工运河连接长江与汉江，在潜江高石碑镇境内还建有中国平原第一坝的兴隆水利枢纽工程。
潜江境内有全国十大油田之一的江汉油田和由16个国有农场组成的农场群。境内地势平坦，地面海拔在26米至31米之间，全境为平原，属亚热带季风性湿润气候，雨量充沛，气候宜人，素来以“水乡园林”著称。潜江是武汉城市圈成员，地上盛产粮棉，地下富藏油气。中国石油化工股份有限公司—江汉油田分公司总部设在湖北省潜江市的广华街道。
潜江是著名的“水乡园林”，是水杉的故乡、江汉平原生态文明交通示范市。潜江是世界最大的牛磺酸生产基地、亚洲最大的石油钻头生产基地、全国最大的眼科用药生产基地。潜江龙虾与曹禺戏剧是当地的支柱经济与文化产业。

## 历史沿革
潜江古为云梦泽一角，历经江水复合冲积和湖水缓慢沉积而逐渐形成。潜江地域夏、商、周三代属荆州域。后分属竟陵、江陵等县。
北宋乾德三年（965年）始建县，因境内有河道分流汉水入长江，取“汉出为潜”意，命名潜江，县治设在安远镇（在今下蚌湖附近），隶属于荆湖北路江陵府，后先后隶中兴路、荆州府、承天府、安陆府。解放后隶属荆州专区、荆州地区，1988年5月撤县建市，1994年10月被列为湖北省直管市。
潜江是楚文化的发祥地之一，号称 “天下第一台”的东周楚王行宫就在境内龙湾镇。“龙湾遗址”，是中国迄今发现的保存最为完整、时代最早的楚国离宫别院遗址群落，被定为2000年“全国十大考古发现”。

## 政治

### 现任领导
| 机构     | · 中国共产党 · 潜江市委员会 · 书记 | 潜江市人民代表大会 常务委员会 主任 | 潜江市人民政府 市长 | · 中国人民政治协商会议 · 潜江市委员会 · 主席 |
| -------- | ---------------------------------- | ---------------------------------- | ------------------- | -------------------------------------------- |
| 姓名     | 叶杨                               | 金茂清                             | 杨勇                | 黎喜斌                                       |
| 民族     | 汉族                               | 汉族                               | 汉族                | 汉族                                         |
| 籍贯     | 湖北省                             | 湖北省荆州市                       | 湖北省宜昌市        | 湖北省潜江市                                 |
| 出生日期 | 1977年8月（47歲）                  | 1968年8月（56歲）                  | 1972年8月（52歲）   | 1966年12月（58歲）                           |
| 就任日期 | 2025年3月                          | 2021年12月                         | 2023年9月           | 2021年12月                                   |

### 行政区划
潜江市下辖6个街道办事处、10个镇、6个管理区（农场）、1个省级经济开发区：
园林街道、杨市街道、泽口街道、周矶街道、广华街道、泰丰街道、高场街道、竹根滩镇、渔洋镇、王场镇、高石碑镇、熊口镇、老新镇、浩口镇、积玉口镇、张金镇、龙湾镇、江汉石油管理局、周矶管理区、后湖管理区、熊口管理区、总口管理区、西大垸管理区、运粮湖管理区和浩口原种场。

## 人口
2022年末，全市常住人口85.57万人。城镇化率达到56.78%。 2022年全市出生人口3999人,出生率为4.03‰；死亡人口7702人,死亡率为7.77‰,人口自然增长率为-3.74‰。
根据2020年第七次全国人口普查，全市常住人口为886,547人。同第六次全国人口普查的946,277人相比，十年共减少了59,730人，下降6.31%，年平均增长率为-0.65%。其中，男性人口为443,459人，占总人口的50.02%；女性人口为443,088人，占总人口的49.98%。总人口性别比（以女性为100）为100.08。0－14岁的人口为128,881人，占总人口的14.54%；15－59岁的人口为556,445人，占总人口的62.77%；60岁及以上的人口为201,221人，占总人口的22.7%，其中65岁及以上的人口为143,261人，占总人口的16.16%。居住在城镇的人口为494,334人，占总人口的55.76%；居住在乡村的人口为392,213人，占总人口的44.24%。

## 交通
- G318、G234国道，G50沪渝高速等公路过境
- 汉宜铁路过境，设潜江站

## 全国重点文物保护单位
- 龙湾遗址